# Duitse voetbal- en cricketbond
De Duitse voetbal- en cricketbond (DFuCB) was een regionale voetbalbond in Duitsland die bestond van 1890 tot 1902.

## Oprichting
De DFuCB werd op 17/18 mei 1891 (volgens andere bronnen op 19 november 1890) opgericht in Berlijn als tweede Duitse voetbalbond, na de Bund Deutscher Fußballspieler (BDF). Het was BFC Germania 1888 dat het initiatief nam, omdat bij de BDF geen buitenlanders (voornamelijk Britten) welkom waren en bij Germania vele Britten speelden. Al snel telde de DFuCB meer dan het dubbel aantal leden als de BDF.
Leden waren in deze tijd de Berlijnse clubs BFC Frankfurt 1885, BTuFC Viktoria 89, BFC Vorwärts 1890, BTuFC Alemannia 90, BFC Stern 1889, BFC Concordia 1890, BTuFC Hohenzollern 1890, BFC Norden 1891 (of BFC Nordstern 1891), TuFC Columbia 1891 Adlershof, Berliner Cricket Club 1883, Niederschönweider Cricket Club 1891 en The English FC 1890 Berlin. Het eerste niet-Berlijnse lid was DFV 1878 Hannover, kort daarop sloot ook 1. Hanauer FC 1893 zich aan.

## Beginjaren
In seizoen 1891/92 werd het eerste kampioenschap gespeeld. Aan het einde van het seizoen werd The English FC Berlin met vier punten voorsprong op BFC Viktoria kampioen. De meeste clubs speelden in deze tijd op het Tempelhofer Feld en de Exerzierplatz, hierdoor hadden de clubs geen thuisvoordeel. Het volgende seizoen namen elf teams deel en in 1893/94 kwam er zelfs een tweede klasse. In 1895 sloot ook BFC Hertha 1892 (het huidige Hertha BSC) zich bij de bond aan en werd meteen vicekampioen waardoor ze promoveerden naar de hoogste klasse. In deze tijd ontstonden ook de eerste spanningen. Op 12 maart 1894 trad The English FC uit de bond door de toenemende anti-Engelse stemming in het nationalistisch wordende Wilhelminische Rijk. In december van 1894 was BFC Frankfurt ook al uit de bond gestapt.

## Concurrentie
Na de ontbinding van de BDF was de DFuCB korte tijd de enige bond in Duitsland, maar in 1894/95 kregen ze concurrentie van de Thor- und Fußballbund Berlin, echter bestond deze bond slechts één jaar. In 1896 volgde ook de Allgemeine Deutsche Sport Bund en in 1897 de Verband Deutsche Ballspielvereine en in 1901 de Freie Berliner Fußballvereinigung.
Hierdoor gingen steeds meer clubs weg bij de DFuCB. Van de 11 clubs die in 1897 aan het seizoen startten in de eerste klasse verlieten er zes de bond tijdens het seizoen. Alemannia Berlin richtte zelf een kampioenschap uit dat jaar dat Meisterschaft des Nordens genoemd werd. In 1898/99 was er geen tweede klasse meer door gebrek aan clubs. De kwaliteit van de clubs ging ook naar beneden, enkel BFC Vorwärts was nog van enig niveau.
In 1901 nam zeven clubs deel aan het kampioenschap, maar in december werden drie clubs uitgesloten en zij verkasten naar andere bonden. Het seizoen werd nog beëindigd, maar op 25 mei 1902 werd de bond officieel opgeheven.
1891/92 · 1892/93 · 1893/94 · 1894/95 · 1895/96 ·   1896/97 · 1897/98 · 1898/99 · 1899/00 · 1900/01 · 1901/02